# Professor Georg Brandes paa Universitetets Katheder
Professor Georg Brandes paa Universitetets Katheder er en dansk stum dokumentarisk optagelse fra 1912 produceret af Politiken-Fonden, der viser Georg Brandes under en forelæsning.

## Handling
Filmen indledes med en optagelse fra Frue Plads af hovedindgangen til Københavns Universitet, hvor folk kommer og går. Derefter ses et auditorium med folk der venter, og en mand der kommer ind og sætter sig mellem dem. Georg Brandes kommer ind, mens tilhørerne rejser sig for ham og sætter sig igen. Georg Brandes holder foredrag fra katederet. Han slutter af og forlader salen, hvorefter tilhørerne rejser sig og klapper. Til slut ses hovedindgangen med folk, der går og passerer forbi.